# Milman Parry
Milman Parry (1902 - 3 december 1935) was een Amerikaans onderzoeker. Hij toonde door onderzoek in de Balkan aan dat de dichtkunst, aanwezig in de werken van Homerus, een orale oorsprong hadden.